# Acrossocheilus spinifer
Acrossocheilus spinifer és una espècie de peix cipriniforme de la família dels ciprínids.

## Morfologia
Els mascles poden assolir els 14,1 cm de longitud total.

## Distribució geogràfica
Es troba a Fujian i Guangdong (Xina).